# TV朝鮮

2011年至2018年使用之標誌

TV朝鮮（韓語：TV조선）為大韓民國的綜編頻道，正式名称为朝鲜放送（韓語：조선방송），與MBN、JTBC和Channel A並列為大韓民國綜合編成頻道四社。主要擁有者為《朝鮮日報》。

## 歷史
2010年，《朝鲜日报》就新增电视新闻频道向广播通信委员会提交了申请书。2011年12月1日，TV朝鮮開播。

## 電視劇
- TV朝鮮晚間日日劇
- TV朝鮮週末連續劇
- TV朝鮮金土連續劇
- 韓半島
- 求婚大作戰
- 爸爸對不起
- 偉大的故事（光復70周年特別企劃，與tvN共同製作）

## 綜藝節目
- 不懂事的兒子的孝順旅行—跟著MOM走
- 英雄三國志
- Magic Control
- 窮遊去哪裡
- 戀愛的滋味
- 首先一起去吧
- 我们离婚了

## 娛樂節目
- 特拉拉拉兄弟
- 明天是Miss Trot 2
- 特洛特小姐
- 明天是特洛特先生
- 特洛特小姐3
- 樂透先生：2023年、2024年播出中
- 與三小姐：2024年播出中

## 外部連結
- TV朝鮮官方網站